# Miar Chhish
El Miar Peak (en urdú میار چوٹی) és una muntanya de les muntanyes Rakaposhi-Haramosh que s'alça fins als 6.824 msnm i forma part d'una carena que connecta el Diran (7.257 msnm), a l'oest, amb el Malubiting (7.428 msnm), a l'est. Es troba a les valls d'Hispar, Nagar i Bagrot, al territori de Gilgit-Baltistan, Pakistan. Té una prominència de 725 metres. El cim té els cims secundaris del Miar Chish II (6.785 msnm) i Miar Chish III (6.574 msnm) més a l'est. La glacera Bualtar es troba al vessant nord del cim principal i la glacera Miar al vessant oriental.

## Ascensions
El 1981 una expedició italiana intentà el cim del Miar Chhish per la glacera de Miar. No ha estat escalat.